# 耳口露齿螺
耳口露齿螺（学名：Ringicula doliaris）为一個海螺的物種，屬於露齿螺科露齿螺属的海洋腹足纲软体动物。

## 分佈
本物種分佈於马达加斯加、东印度、日本、朝鲜、澳大利亚、中國大陸、台湾岛，包括香港、黄渤海、东中国海、南中國海海域等海域，属于温带性种类。
其多见于潮间带-潮下带水深100米砂质底。

## 型態描述
|  |  |